# Tegueste
Tegueste est une commune de la province de Santa Cruz de Tenerife dans la communauté autonome des Îles Canaries en Espagne. Elle est située au nord de l'île de Tenerife et est enclavée dans la commune de San Cristóbal de La Laguna dont elle dépendait jusqu'au XVIIe siècle.
C'est une des trois communes de l'île, avec El Tanque et Vilaflor de Chasna, qui ne dispose pas de côte. Actuellement, on pense que le nom de lieu Tegueste est lié à Thagaste, une ville en Afrique du Nord où Saint Augustin d'Hippone est né et qui est un centre de la culture berbère,.

## Géographie

### Localisation

Localisation de l'île de Tenerife dans les Îles Canaries.
Localisation de Tegueste dans l'île de Tenerife.

|                            | San Cristóbal de La Laguna |                            |
| San Cristóbal de La Laguna | Tegueste                   | San Cristóbal de La Laguna |
|                            | San Cristóbal de La Laguna |                            |

## Démographie
| Année | Population | Densité (hab./km2) |
| ----- | ---------- | ------------------ |
| 1768  | 1 065      | 40,32              |
| 1860  | 1 268      | 48,01              |
| 1900  | 1 868      | 70,73              |
| 1930  | 3 091      | 117,04             |
| 1950  | 3 930      | 148,81             |
| 1960  | 4 313      | 163,31             |
| 1970  | 5 347      | 202,46             |
| 1981  | 6 573      | 248,88             |
| 1991  | 8 027      | 303,94             |
| 1996  | 8 558      | 324,04             |
| 2001  | 9 417      | 362,2              |
| 2002  | 9 816      | 371,68             |
| 2003  | 9 948      | 376,7              |
| 2004  | 10 165     | 384,9              |
| 2005  | 10 279     | 389,21             |
| 2006  | 10 393     | 393,52             |
| 2007  | 10 461     | 401,0              |
| 2009  | 10 666     | 403,66             |

## Personnalités liées à la ville
- Sara Socas, rappeuse, y est née.

- Pedri, footballeur, y est né[3].